# Срем (село)
Вижте пояснителната страница за други значения на Срем.
Срем е село в Южна България. То се намира в община Тополовград, област Хасково.

## География
Село Срем е разположено на левия бряг на река Тунджа. Влиза се в селото по мост над река Тунджа, намира се на 18 km от общинския център Тополовград и на 105 km от областния център Хасково.

## История
Данни за селото има около 1550 – 1560 година от един турски документ за мера. Там се споменава като „Геран Серем“, т.е. (геран е кладенец, серем е балкон или стълби) водно място. Друга версия за името на селото е, че то носи името на друго село Срем на юг от Одрин, от което част от жителите са се преселили и основали селото. Но може да се предположи и обратното преселване – има сведения за родове от с. Срем в Одринското село. Отначало селото е било построено на десния бряг на р. Тунджа. По-късно, поради честото преминаване на турски войски и грабежите им (през селото е минавал пътят Ямбол – Одрин), а после и заради кърджалиите, жителите на селото се принудили да се укриват в гората от другата страна на реката. Като видели, че местонахождението помага за запазването им от нашествия, всички се преселили на сегашното място, на левия бряг на р. Тунджа.

## Личности
- Проф. д-р Камен Вичев
- Архиепископ Методий Стратиев (1916 – 2006) – български католически духовник
- Архимандрит Иван Вичев
- Архимандрит Велик Вичев

## Други
В селото има изградено основно училище на името на Паисий Хилендарски, което в най-добрите си години е приютявало по две паралелки от всеки клас (от I до VIII). Също така в селото има изградена детска градина и детска ясла, читалище – библиотека, киносалон, пощенска станция, включваща и ритуално помещение. Селото имаше и обществена баня, фурна, ресторант (хоремаг), сладкарница, универален магазин на два етажа (горе палтове и дрехи, долу- домашни потреби, хранителни стоки и др.)
В годините на „развития социализъм“ се построи и цех за преизводство на напоителна техника. Разположен е на входа на селото след моста над река Тунджа, влизайки вляво. Малко по-надолу, пак вляво, беше ветеринарния доктор. Имаше и поликлиника – къщата на доктора до пощата.
Има и стара църква, вкопана (типично за църквите изградени през периода на турското робство) с изнесена камбанария. Иконите ѝ представляват странджанската иконописна школа. Една от тях е иконата от „Рождество Христово“ от 1870 г. понастоящем в Националния Исторически Музей, София.
Има(ше) множество чешми с изворна вода (както подсказва името „Геран Серем“) студената чешма до р. Тунджа още съществува. Близо над нея беше сградата с казаните за варне на ракия.
Сремският пролом започва южно от село Княжево по поречието на река Тунджа. Проломът е тесен, 100 – 200 м, със стръмни и голи склонове и с каменисто и неравно корито на реката. Между селата Срем и Устрем преломът прави едно уширение от 0,800 – 1 км (Сремската котловина), след което до границата става пак тесен със стръмни и обезлесени склонове и на места почти каньоновидни. Широчината на реката достига 60 м със средна дълбочина 1 – 2 м.